# Broc
Broc (toponimo francese; in tedesco Bruck, desueto) è un comune svizzero di 2 652 abitanti del Canton Friburgo, nel distretto della Gruyère.

## Geografia fisica
Il territorio di Broc comprende una parte del Lago di Montsalvens formato dalla diga di Montsalvens.

## Monumenti e luoghi d'interesse

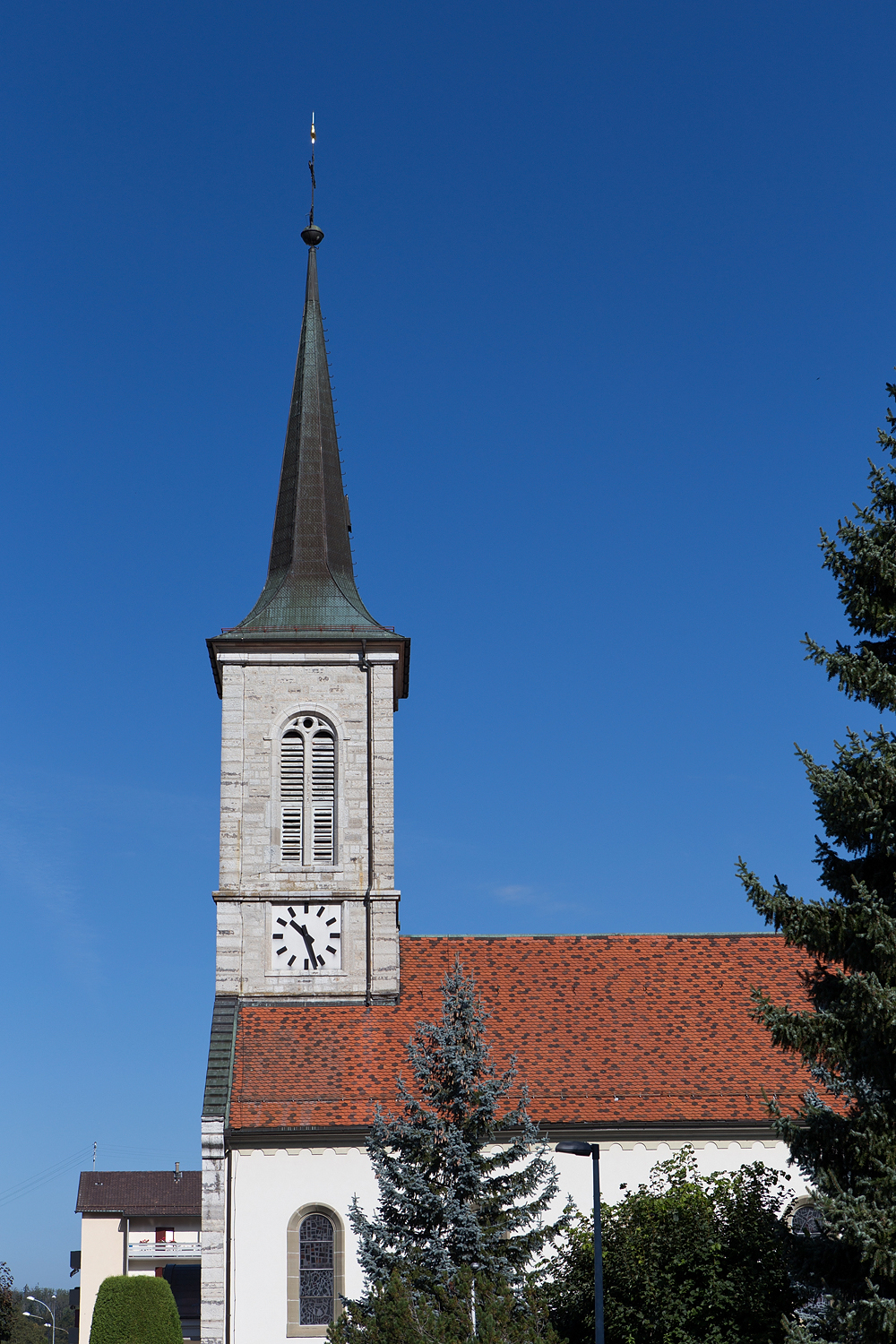
La chiesa cattolica di Sant'Otmaro

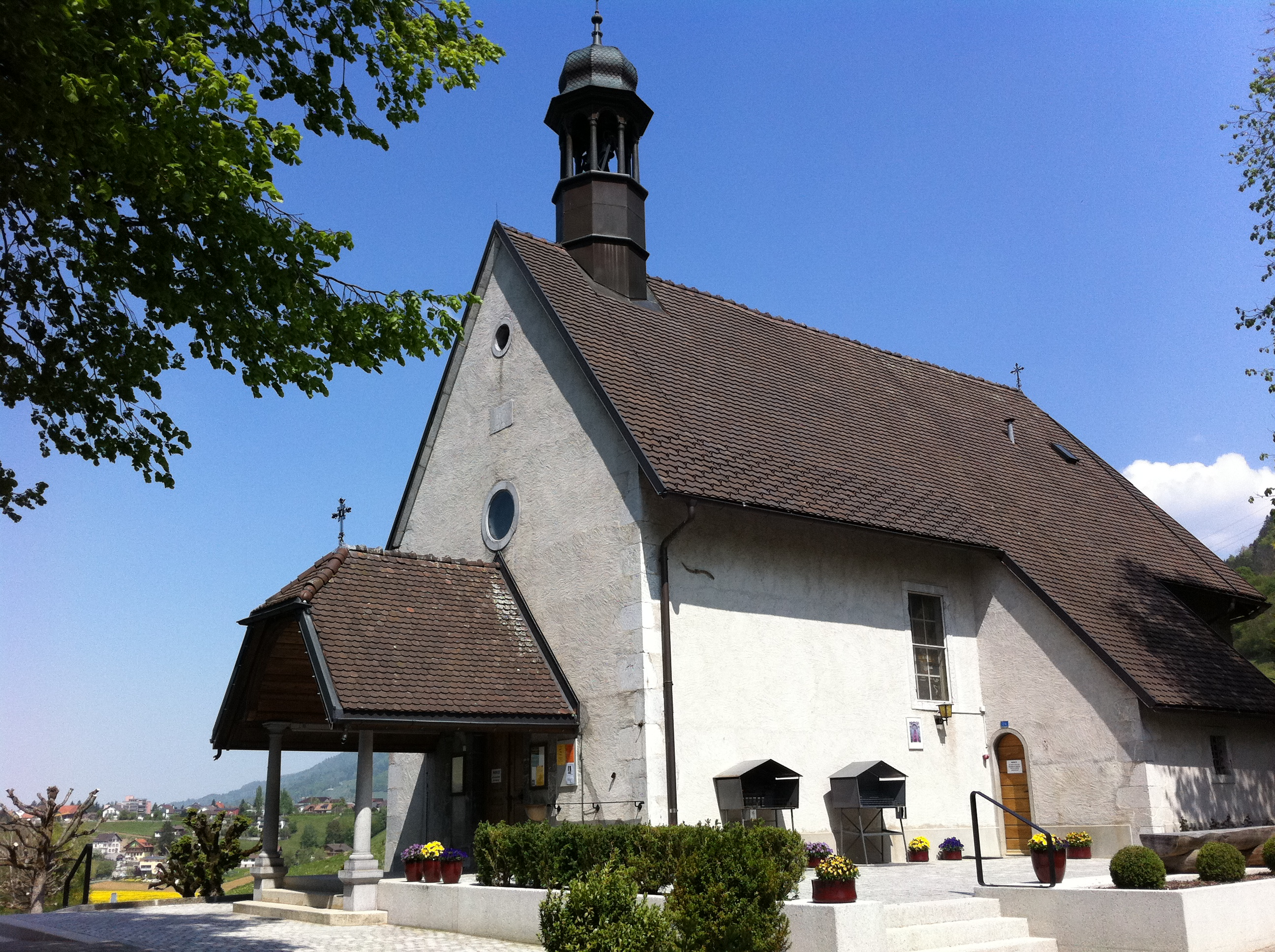
La cappella cattolica di Notre-Dame des Marches

- Chiesa cattolica di Sant'Otmaro, attestata dal 1228[1];
- Cappella cattolica di Notre-Dame des Marches, attestata dal 1636 e ricostruita nel 1705[1];
- Castello d'en-Bas, eretto nel XII secolo e ricostruito nel XVI secolo[1].

## Società

### Evoluzione demografica
L'evoluzione demografica è riportata nella seguente tabella:
Abitanti censiti

## Infrastrutture e trasporti

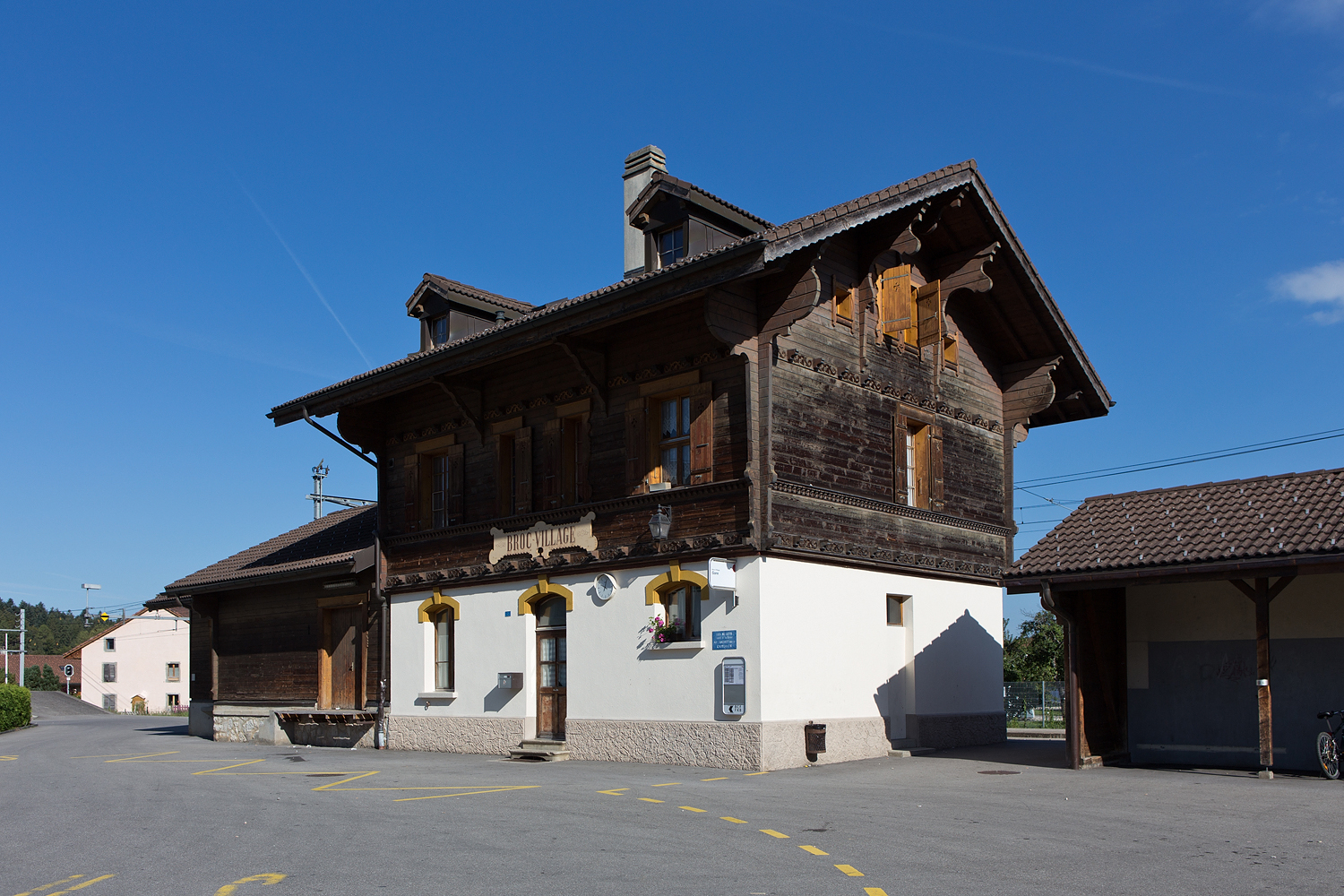
La stazione di Broc-Village

Broc è servito dalle stazioni di Broc-Fabrique, di Broc-Village e di Les Marches sulla ferrovia Bulle-Broc.

## Amministrazione
Ogni famiglia originaria del luogo fa parte del comune patriziale che ha la responsabilità della manutenzione di ogni bene comune.